# Leichtathletik-Weltmeisterschaften 2001/800 m der Männer

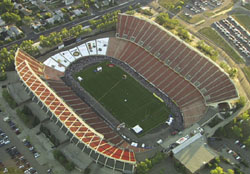
Das Commonwealth Stadium von Edmonton im Jahr 2005

Der 800-Meter-Lauf der Männer bei den Leichtathletik-Weltmeisterschaften 2001 wurde vom 4. bis 7. August 2001 im Commonwealth Stadium der kanadischen Stadt Edmonton ausgetragen.
Weltmeister wurde der Schweizer Vizeeuropameister von 1998 André Bucher. Silber ging an den Kenianer Wilfred Bungei. Der Pole Paweł Czapiewski errang die Bronzemedaille.

## Bestehende Rekorde
| Weltrekord               | 1:41,11 min | Wilson Kipketer  | Köln, Deutschland       | 24. August 1997   |
| Weltmeisterschaftsrekord | 1:43,06 min | Billy Konchellah | WM 1987 in Rom, Italien | 1. September 1987 |

Der bestehende WM-Rekord wurde bei diesen Weltmeisterschaften nicht eingestellt und nicht verbessert.

## Vorrunde
Die Vorrunde wurde in fünf Läufen durchgeführt. Die ersten beiden Athleten pro Lauf – hellblau unterlegt – sowie die darüber hinaus sechs zeitschnellsten Läufer – hellgrün unterlegt – qualifizierten sich für das Halbfinale.

### Vorlauf 1
4. August 2001, 14:50 Uhr
| Platz | Name                    | Nation      | Zeit (min) |
| ----- | ----------------------- | ----------- | ---------- |
| 1     | Nils Schumann           | Deutschland | 1:45,69    |
| 2     | Hezekiél Sepeng         | Südafrika   | 1:45,93    |
| 3     | Arthémon Hatungimana    | Burundi     | 1:45,97    |
| 4     | Grzegorz Krzosek        | Polen       | 1:47,15    |
| 5     | Derrick Peterson        | USA         | 1:48,56    |
| 6     | Mohamed S. Naji Haidara | Bahrain     | 1:49,09    |
| 7     | Vanco Stojanov          | Mazedonien  | 1:49,54    |

### Vorlauf 2

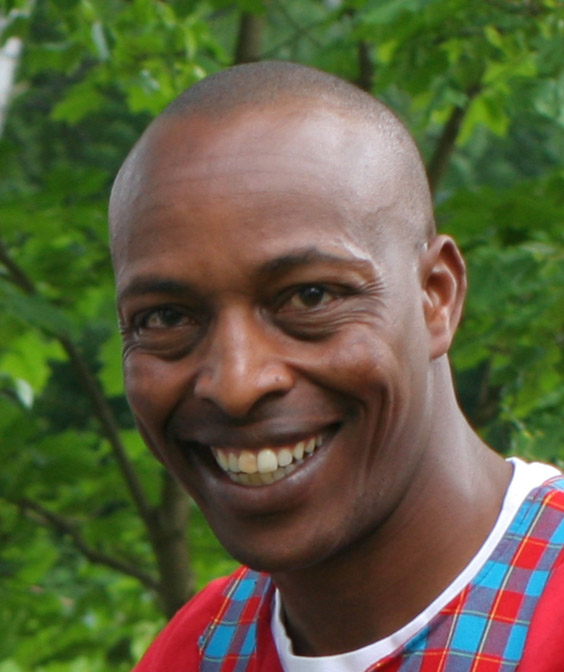
Wilson Kirwa schaffte se mit seinen 1:47,65 min nicht ins Halbfinale

4. August 2001, 15:06 Uhr
| Platz | Name                | Nation      | Zeit (min) |
| ----- | ------------------- | ----------- | ---------- |
| 1     | Wilfred Bungei      | Kenia       | 1:44,73    |
| 2     | Paweł Czapiewski    | Polen       | 1:45,57    |
| 3     | Bram Som            | Niederlande | 1:45,60    |
| 4     | Daniel Caulfield    | Irland      | 1:47,23    |
| 5     | Wilson Kirwa        | Finnland    | 1:47,65    |
| 6     | Boris Kaweschnikow  | Russland    | 1:47,65    |
| 7     | Saïdou Mahamadou    | Niger       | 1:57,47    |
| DNS   | Douzi Nguerdjeoubel | Tschad      |            |

### Vorlauf 3

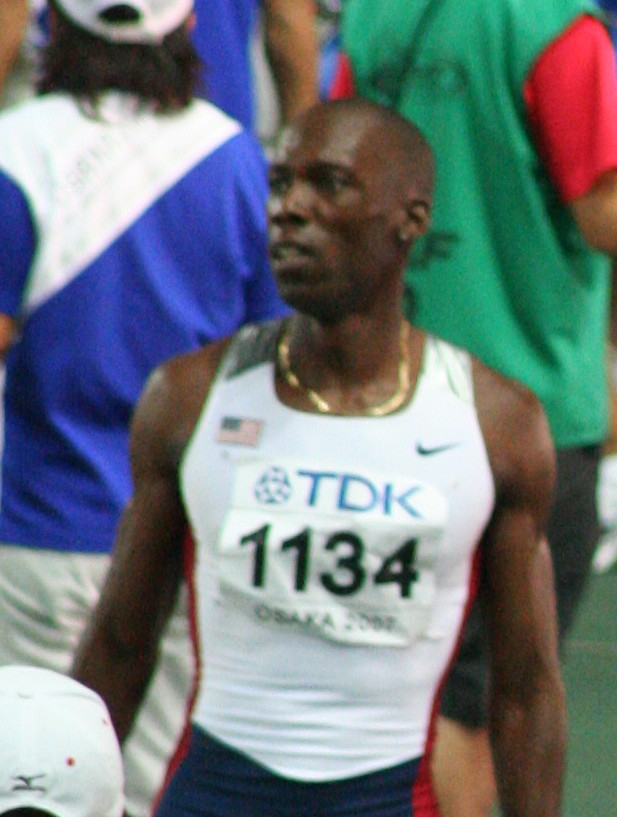
Khadevis Robinson fehlte mit seinen 1:49,42 min Einiges, um im Halbfinale dabei zu sein

4. August 2001, 15:06 Uhr
| Platz | Name                    | Nation      | Zeit (min) |
| ----- | ----------------------- | ----------- | ---------- |
| 1     | André Bucher            | Schweiz     | 1:45,49    |
| 2     | Khalid Tighazouine      | Marokko     | 1:45,63    |
| 3     | Mbulaeni Mulaudzi       | Südafrika   | 1:46,05    |
| 4     | João Pires              | Portugal    | 1:47,34    |
| 5     | Khadevis Robinson       | USA         | 1:49,42    |
| 6     | Isireli Naikelekelevesi | Fidschi     | 1:50,74    |
| 7     | John Lozada             | Philippinen | 1:59,63    |

### Vorlauf 4

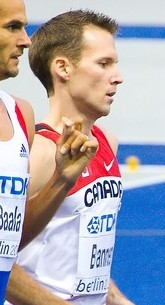
Mit 1:48,60 min überstand Nathan Brannen die Vorrunde nicht

4. August 2001, 15:14 Uhr
| Platz | Name                 | Nation    | Zeit (min) |
| ----- | -------------------- | --------- | ---------- |
| 1     | William Yiampoy      | Kenia     | 1:48,02    |
| 2     | David Krummenacker   | USA       | 1:48,15    |
| 3     | Antonio Manuel Reina | Spanien   | 1:48,26    |
| 4     | Joeri Jansen         | Belgien   | 1:48,42    |
| 5     | Nathan Brannen       | Kanada    | 1:48,60    |
| 6     | Otukile Lekote       | Botswana  | 1:49,40    |
| 7     | Liam Byrne           | Gibraltar | 1:55,98    |
| 8     | Naseer Ismail        | Malediven | 2:00,19    |

### Vorlauf 5
4. August 2001, 15:22 Uhr
| Platz | Name                   | Nation   | Zeit (min) |
| ----- | ---------------------- | -------- | ---------- |
| 1     | Jean-Patrick Nduwimana | Burundi  | 1:45,13    |
| 2     | Glody Dube             | Botswana | 1:45,39    |
| 3     | Adem Hecini            | Algerien | 1:45,56    |
| 4     | Nicholas Wachira       | Kenia    | 1:45,97    |
| 5     | Marvin Watts           | Jamaika  | 1:46,43    |
| 6     | Tom Omey               | Belgien  | 1:47,37    |
| 7     | Prince Mumba           | Sambia   | 1:49,49    |

## Halbfinale
In den beiden Halbfinalläufen qualifizierten sich die jeweils ersten vier Athleten – hellblau unterlegt – für das Finale.

### Halbfinallauf 1
5. August 2001, 17:55 Uhr
| Platz | Name                   | Nation      | Zeit (min) |
| ----- | ---------------------- | ----------- | ---------- |
| 1     | Wilfred Bungei         | Kenia       | 1:45,66    |
| 2     | Khalid Tighazouine     | Marokko     | 1:45,69    |
| 3     | Nils Schumann          | Deutschland | 1:45,86    |
| 4     | Hezekiél Sepeng        | Südafrika   | 1:45,97    |
| 5     | Jean-Patrick Nduwimana | Burundi     | 1:46,42    |
| 6     | Glody Dube             | Botswana    | 1:46,91    |
| 7     | David Krummenacker     | USA         | 1:47,46    |
| 8     | Nicholas Wachira       | Kenia       | 1:48,93    |

### Halbfinallauf 2

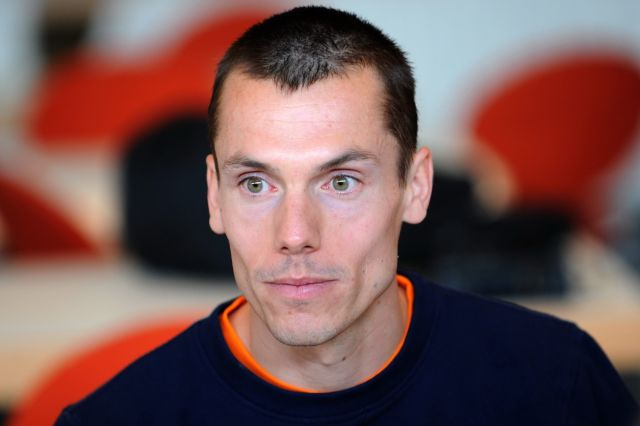
Bram Som schied mit 1:47,40 min im Halbfinale aus

5. August 2001, 18:02 Uhr
| Platz | Name                 | Nation      | Zeit (min) |
| ----- | -------------------- | ----------- | ---------- |
| 1     | André Bucher         | Schweiz     | 1:44,47    |
| 2     | William Yiampoy      | Kenia       | 1:44,61    |
| 3     | Mbulaeni Mulaudzi    | Südafrika   | 1:44,81    |
| 4     | Paweł Czapiewski     | Polen       | 1:44,89    |
| 5     | Arthémon Hatungimana | Burundi     | 1:45,21    |
| 6     | Adem Hecini          | Algerien    | 1:46,02    |
| 7     | Bram Som             | Niederlande | 1:47,40    |
| 8     | Marvin Watts         | Jamaika     | 1:47,64    |

## Finale
7. August 2001, 19:50 Uhr
| Platz | Name               | Nation      | Zeit (min) |
| ----- | ------------------ | ----------- | ---------- |
| 1     | André Bucher       | Schweiz     | 1:43,70    |
| 2     | Wilfred Bungei     | Kenia       | 1:44,55    |
| 3     | Paweł Czapiewski   | Polen       | 1:44,63    |
| 4     | William Yiampoy    | Kenia       | 1:44,96    |
| 5     | Nils Schumann      | Deutschland | 1:45,00    |
| 6     | Mbulaeni Mulaudzi  | Südafrika   | 1:45,01    |
| 7     | Khalid Tighazouine | Marokko     | 1:45,58    |
| 8     | Hezekiél Sepeng    | Südafrika   | 1:46,68    |

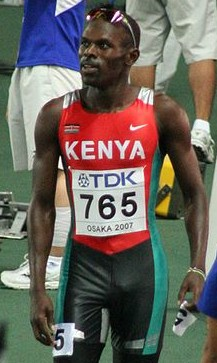
Vizeweltmeister Wilfred Bungei
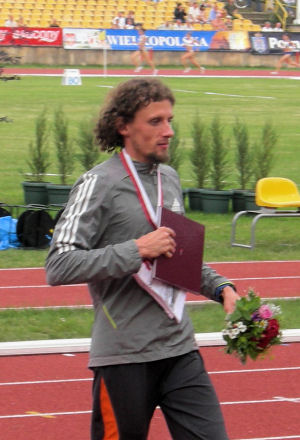
Bronzemedaillengewinner Paweł Czapiewski
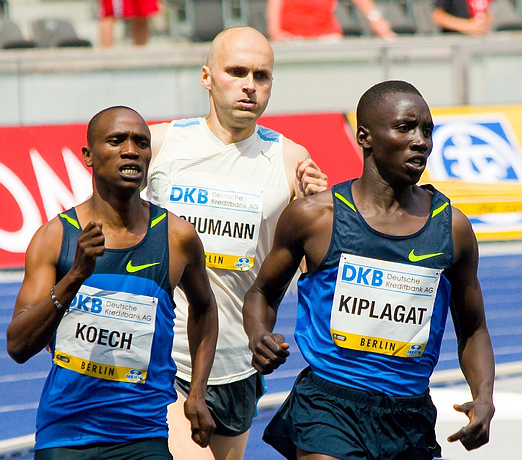
Der Olympiasieger von 2000 und amtierende Europameister Nils Schumann (Mitte) belegte Rang fünf
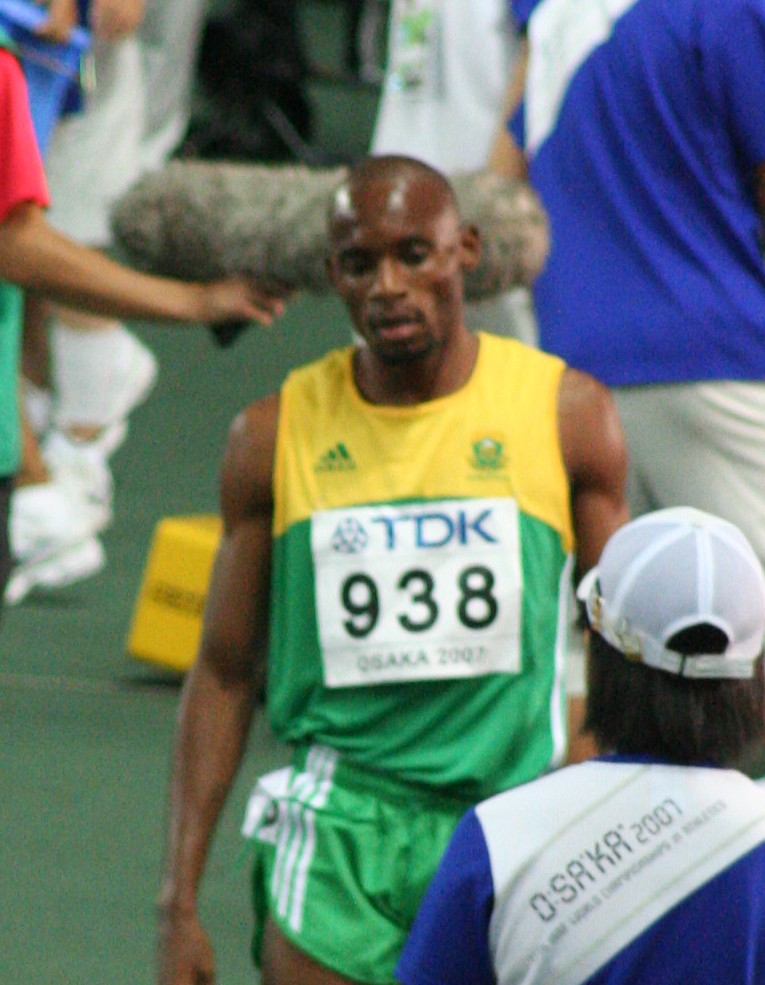
Der sechstplatzierte Mbulaeni Mulaudzi

## Video
- 2001 IAAF World Championships Men's 800m, Video veröffentlicht am 12. Februar 2014 auf youtube.com, abgerufen am 7. August 2020